# تلمبه صادقی (سیرجان)
تلمبه صادقی یک منطقهٔ مسکونی در ایران است که در دهستان محمودآبادسید واقع شده‌است.